# Baji Rao I
Baji Rao I (18 tháng 8 năm 1700 - 28 tháng 4 năm 1740) là một vị tướng quân thời Đế quốc Maratha tại xứ Ấn Độ.
Là một người con trai của vị Peshwa tiền nhiệm Balaji Vishwanath, ông được chính Maratha Chhatrapati là Shahu I đưa lên làm Peshwa sau khi cha của ông qua đời.
Ông phục vụ với tư cách là Peshwa cho Chhatrapati (tức hoàng đế) của Đế quốc Maratha thứ 4, vua Shahu I từ năm 1720 cho đến khi qua đời. Ông cũng được biết đến với cái tên Bajirao Ballal.
Ông còn được gọi là Thorale (Marathi for Elder) Bajirao. Ông cũng nổi tiếng với biệt danh 'Rau' (theo tiếng Marathi 'राऊ').

## Ban đầu
Ông sinh vào ngày 18 tháng 8 năm 1700. Bajirao là con trai của vị Peshwa đời trước: Balaji Vishwanath, Peshwa đầu tiên của Chhattrapati Shahuraji và bà Barhabai Barve.

## Thiếu thời
Bajirao đã chiến đấu hơn 41 trận và được cho là chưa bao giờ thất một trận nào.
Ngay từ thuở thiếu thời, ông đã được đi theo cha mình chinh chiến và cũng lập được không ít võ công trên trận mạc.

## Câu chuyện
Người ta đồn đại rằng, Peshwa Baji Rao đã đĩnh đạc và tự tin trước Shahu Maharaj và trong tòa cung của ông ta, Peshwa Bajirao mới trẻ được cho là đã xông vào và nói:
''Chúng ta hãy vượt qua cao nguyên Deccan cằn cỗi và chinh phục miền trung Ấn Độ. Người Mughals bây giờ đã rất suy yếu. Sự giàu có tích lũy của nhiều thế kỷ trong các hầm ở phía bắc, có thể là của chúng ta. Đã đến lúc lái xe từ vùng đất thánh Bharatvarsha, sự vượt trội và man rợ. Chúng ta hãy ném chúng trở lại trên dãy Hy Mã Lạp Sơn, trở về nơi chúng đến. Cờ Maratha phải bay từ Krishna đến Indus. Hindustan là của chúng ta''.